# كاثي بيكر
كاثي بيكر (بالإنجليزية: Kathy Baker)‏ مواليد 8 يونيو 1950 في تكساس، الولايات المتحدة، هي ممثلة أمريكية بدأت مسيرتها الفنية عام 1983. كما أنها من الفائزات بجائزة إيمي وجائزة غولدن غلوب. درست في جامعة كاليفورنيا.

## الأعمال
- الرجال الحقيقيون
- البيت الزجاجي
- إدوارد ذو الأيدي المقصات
- قوانين منزل سايدر
- جبل الثلج
- 13 أصبحت 30
- نادي جين أوستن للقراءة
- المعجزة الكبرى
- إنقاذ السيد بانكس
- عصر أدالين
- آلي مكبيل

## وصلات خارجية
- كاثي بيكر على موقع IMDb (الإنجليزية)
- كاثي بيكر على موقع ألو سيني (الفرنسية)
- كاثي بيكر على موقع أول موفي (الإنجليزية)
- كاثي بيكر على موقع قاعدة بيانات برودواي على الإنترنت (الإنجليزية)
- كاثي بيكر على موقع قاعدة بيانات برودواي على الإنترنت (الإنجليزية)
- كاثي بيكر على موقع قاعدة بيانات الأفلام السويدية (السويدية)
- كاثي بيكر على موقع إن إن دي بي (الإنجليزية)
- كاثي بيكر على موقع قاعدة بيانات الفيلم (الإنجليزية)
- كاثي بيكر على موقع كينوبويسك (الروسية)

- كاثي بيكر على موقع IMDb (الإنجليزية)
- كاثي بيكر على موقع ألو سيني (الفرنسية)
- كاثي بيكر على موقع أول موفي (الإنجليزية)
- كاثي بيكر على موقع قاعدة بيانات برودواي على الإنترنت (الإنجليزية)
- كاثي بيكر على موقع قاعدة بيانات برودواي على الإنترنت (الإنجليزية)
- كاثي بيكر على موقع قاعدة بيانات الأفلام السويدية (السويدية)
- كاثي بيكر على موقع إن إن دي بي (الإنجليزية)
- كاثي بيكر على موقع قاعدة بيانات الفيلم (الإنجليزية)
- كاثي بيكر على موقع كينوبويسك (الروسية)
- Kathy Baker 2003 Interview on Sidewalks Entertainment